# Вихуела
Вихуѐла (на испански: vihuela) испански струнен инструмент от семейството на лютнята и китарата, употребяван от 13 дo 16 век. Има 6 струни, които се настройват на квинти и на голяма терца между третата и четвъртата струна. През първата половина на 16 век е изместен от китарата.